# Свято-Михайлівський Пелагіївський жіночий монастир
Свято-Михайлівський Пелагіївський монастир — православний жіночий монастир Миколаївської та Вознесенської єпархії Української Православної церкви (Московського Патріархату), розташований в селі Пелагіївка Софіївської громади Баштанського району Миколаївської області України. Настоятельниця – ігуменія Серафима (Шкара).
До монастиря входять: Свято-Михайлівський храм. В храмі три престола: Святого Архистратига Михайла, Преподобної Пелагії та Мученика Андрія Стратилата.
Рукотворне диво на березі річки Інгул. Трьохпристольний храм висотою 47 метрві увінчаний 12-ма позолоченими куполами.  В хрести вмонтовані грановані дзеркала для того, щоб храм було видно на багато кілометрів. В храмі 12 дзвонів та надзвичайно красиві кольорові віконні вітражі.

## Престольні свята
21 жовтня – престольний праздник святої преподобної Пелагеї.
1 вересня – храмовий праздник пам`яті Андрія Стартилата.
21 листопада – день пам`яті святого архистратига Михайла.

## Історія
У 1897 році колезький радник Михайло Дурилін і корнет, інженер-технолог Андрій Дурилін, сини купця Ісідора Дуриліна, слідуючи духовному заповіту батька, вирішили будувати храм в пам'ять про свою матір Пелагею, яка рано пішла з життя. Будівництво тривало довгих 8 років і в 1904 році храм був посвячений.
До революції 1917 року в храмі діяла приходська школа.
У 30-і роки майно церкви було  розграбоване, з фамільного склепу Дуриліних викинуті труни з тілами, зняті 11 дзеркальних хрестів, вивезена ажурна металева огорожа. Хотіли розібрати по цеглинці і саму церкву, та не змогли: стіни міцно тримав розчин, замішаний колись на яєчних жовтках. 
1992 рік ознаменувався передачею храму УПЦ. Для того, аби знову проводити в храмі службу, священик, парафіяни, школярі приводили храм та його околиці до ладу. Жіночий монастир почав функціонувати вже через 2 роки . У 1994 році храм був відновлений. В тому ж році був заснований жіночий монастир.
В тому ж році з`явились перші поселенці.

## Дива
Не багато знайдеться в Україні храмів, де з такою силою відчувається вплив на людину намоленої, Божественної землі. Як в істинно святих місцях, у наш Пелагеївському монастирі  трапляються справжні дива. Двічі - в 2000 і 2004 роках - мироточила ікона Володимирської Божої Матері. Інша ікона, XVI століття, що зображає страждання Ісуса Христа і зовсім почорніла від часу, стала в стінах храму набагато світлішою - і тепер добре видно деталі малюнка. А ще відомі випадки зцілення від серйозних хвороб людей, які тут молилися.